# Imam Khomeini Stadium
Imam Khomeini Stadium – wielofunkcyjny stadion w Araku, w Iranie. Został otwarty w 2007 roku. Może pomieścić 15 000 widzów. Swoje spotkania rozgrywają na nim piłkarze klubu Aluminium Arak.